# Eulepidotis suzetta
Eulepidotis suzetta är en fjärilsart som beskrevs av Dyar 1914. Eulepidotis suzetta ingår i släktet Eulepidotis och familjen nattflyn. Inga underarter finns listade i Catalogue of Life.